# Václav Mandous
Václav Mandous (* 31. Januar 1969 in Pilsen, Tschechoslowakei) ist ein ehemaliger deutsch-tschechischer Eishockeyspieler, der im Verlauf seiner aktiven Karriere in Deutschland von 1988 bis 2003 insgesamt 638 Spiele absolvierte, davon 282 in der Oberliga und 284 in der 2. Eishockey-Bundesliga für den Augsburger EV, EHC Straubing, TuS Geretsried, ERC Selb.

## Karriere
Václav Mandous begann seine Karriere im Nachwuchsbereich des TJ Škoda Plzeň in der Tschechoslowakei. Dort spielte er von 1979 bis 1983 und wurde im Nachwuchs tschechoslowakischer Meister. Nach der politisch motivierten Flucht nach Deutschland im Jahr 1985 startete er im selben Jahr in der U20 beim Augsburger EV. Im Jahr 1988 bekam er seinen ersten Profivertrag in der 1. Mannschaft. Nach der Saison 1989/90 erhielt er mehrere Angebote aus der 1. Bundesliga, blieb aber dem AEV treu. Während eines Vorbereitungsspiels gegen den EHC Bayreuth vor der Saison 1990/91 kam es zu einer folgenschweren Knieverletzung, infolge derer ihm sogar die Invalidität drohte. Entgegen aller Prognosen über das vorzeitige Karriereende konnte er sich nach über einem Jahr doch rehabilitieren und stand im Herbst 1991 in der 2. Bundesliga wieder für die Augsburger auf dem Eis. In der darauffolgenden Saison 1992/93 wechselte Mandous dann allerdings zu den Straubing Tigers. 
Bei den Straubing Tigers spielte Vaclav Mandous insgesamt sieben Jahre und erzielte in dieser Zeit in 319 Spielen der 2. Bundesliga und Oberliga 286 Scorerpunkte (110 Tore und 176 Torvorlagen) und erhielt 336 Strafminuten. Als er 1997 zum Rivalen EV Regensburg wechselte, wurde seine Karriere in der Saison 1998/99 durch einen komplizierten Bruch im Sprunggelenk erneut unterbrochen. Auch diese schwere Verletzung überwand er und stand nach Operation und Rehabilitation wieder auf dem Eis. Mandous blieb bis 2000 beim EVR und erzielte in den drei Jahren in 124 Spielen in der 1. Liga Süd und in der Oberliga 158 Scorerpunkte und erhielt 92 Strafminuten. Die Saison 1997/98 gehörte wahrscheinlich zu seinen besten, als er im sogenannten „Tschechenblock“ mit David Čermák, Martin Ančička und Martin Ekrt mit 29 Toren und 54 Vorlagen in 46 bestrittenen Spielen 83 Scorerpunkte erzielte. Zur Spielzeit 2000/01 folgte die Rückkehr zu den Straubing Tigers in die 2. Bundesliga, von denen er sich aber nach einer erneuten schweren Knieverletzung und weiteren gesundheitlichen Rückschlägen im Sommer 2002 verabschiedete und beim TuS Geretsried in der Oberliga seine Zelte aufschlug. In Geretsried spielte er seine letzte komplette Profisaison 2002/03 und erzielte 13 Tore und 23 Torvorlagen. 2003 wechselte Mandous zum ERC Selb in die Oberliga, wurde aber dort nicht glücklich und beendete aus gesundheitlichen Gründen seine Karriere als aktiver Spieler. Er erzielte in Selb in acht bestrittenen Spielen drei Tore und gab eine Torvorlage.